# Обча (Могилёвская область)
О́бча (бел. Вобча) — деревня в составе Горбацевичского сельсовета Бобруйского района Могилёвской области Республики Беларусь.

## Галерея

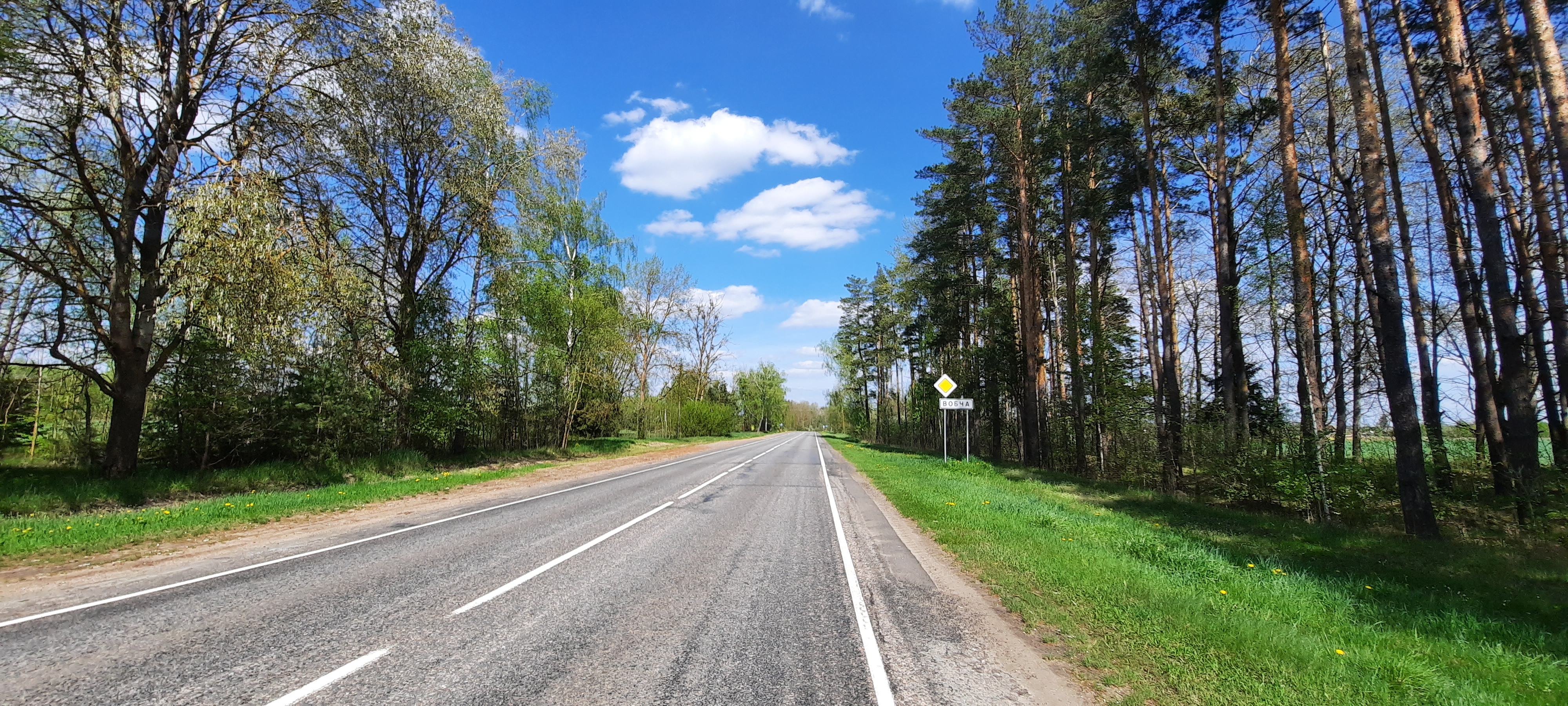
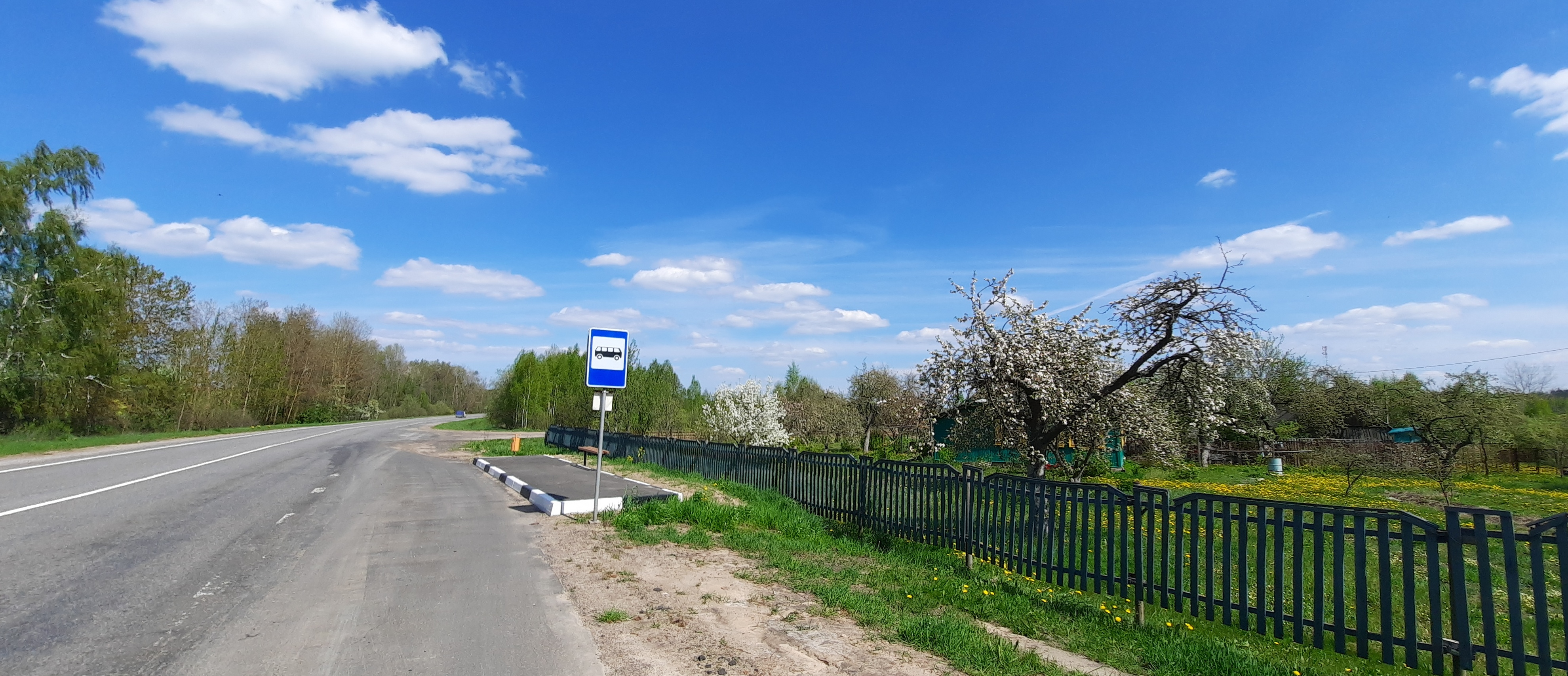

## Население
- 1999 год — 37 человек
- 2010 год — 17 человек